# Sous les mers
 (août 2019).
Si vous disposez d'ouvrages ou d'articles de référence ou si vous connaissez des sites web de qualité traitant du thème abordé ici, merci de compléter l'article en donnant les références utiles à sa vérifiabilité et en les liant à la section « Notes et références ».
Sous les mers (The Deep) est une série télévisée d'animation australo-canadienne basée sur la bande dessinée créée par Tom Taylor et James Brouwer et publiée par Gestalt Comics, produite par Nerd Corps Entertainment et diffusée depuis le 1er décembre 2015 sur 7TWO (en) et le mois suivant sur Family CHRGD.
Au Québec, elle a été diffusée à partir du 11 septembre 2016 sur ICI Radio-Canada Télé. Elle a été diffusée en Belgique sur La Trois, en France sur France 3 et France 4  et en Suisse sur RTS Deux.

## Synopsis
Les Nekton sont une famille d'explorateurs depuis plusieurs générations. Ils explorent les fonds marins (« les profondeurs ») et parcourent les océans à bord de leur sous-marin l’ Aronnax.
Ils protègent toutes les espèces marines. Viennent en aide des personnes en difficulté en mer et recherche la Lémurie, site submergé dont l'emplacement caché est inconnu.

## Personnages principaux
(Selon le site officiel de la série)

### Famille Nekton
- Kaikō : la mère d'Ant et de Fontaine. C’est une grande spécialiste de la biologie marine. Elle se révèle avoir de grandes compétences en ingénierie mécanique et pilote souvent l'Aronnax.
- William (Will) : le père d'Ant et de Fontaine. Autrefois nageur olympique, Will est maintenant un océanographe passionné. Comme des générations de Nektons avant lui, Will a consacré sa vie à découvrir les secrets de la mer.
- Antéus (Ant) : le fils de Will et de Kaiko, ainsi que le jeune frère de Fontaine. Il est aventureux, croit en tout ce qui est mythique et paranormal, et est toujours désireux d'explorer les mystères des profondeurs. En tant que plus jeune de la famille royale lémurienne, il est «l'élu» selon Nereus et est capable d'utiliser divers appareils lémuriens.
- Fontaine : la fille de Will et de Kaiko, et la sœur aînée d'Ant. Elle aime taquiner Ant de différentes manières, mais elle veille toujours sur lui. Elle aime l’art et fait de la musique. Elle semble flirter avec le jeune pirate Finn la malice.
- Jeffrey : poisson très intelligent, animal de compagnie et meilleur ami d'Ant, semblable à un Pictichromis paccagnellae.

### Ennemis
- Hammerhead (« tête de requin »), patron et commandant du sous-marin pirate l'Orque noire.
- Finn « la malice » , fils aîné de « tête de requin », il ne semble cependant ne pas être totalement heureux de sa condition de pirate. Il a le béguin pour fontaine.
- Madeline, jeune sœur de Finn. Est la digne héritière pirate de « tête de requin ».Elle connaît beaucoup d’histoires de la mythologie. Elle est fascinée par les sirènes.
- Petit Dani
- Alpheus Bentos
- Proteus
- Sébastien Comger.

### Autres personnages
- Nereus (frère de la reine Doréus)
- Professeur Fiction. Scientifique et inventeur il est le créateur des machines de la famille. Il s’entend bien avec toute la famille et particulièrement bien avec Ant.
- Alpheus (cousin de Ant)
- Dolo,  ancien camarade de l'université de William et Kaiko. Il a de bonnes connaissances sur des langages antiques. Il est menteur et est souvent dans les mauvais coups . C’est un trafiquant qui n’hésite pas à doubler ses partenaires. Il aime particulièrement l’argent.
- Dan le Dangereux

## Véhicules
- L'Aronnax : Le sous-marin des Nektons. Décrit comme le « plus grand sous-marin du monde », il sert de maison aux Nektons et dispose d'une bibliothèque, d'une baie médicale et d'un laboratoire, d'une cuisine, de plusieurs chambres, d'une piscine lunaire et de diverses autres installations. Il dispose d'un système de tubes et de cavités reliés à des aquariums dans plusieurs pièces, que Jeffrey peut utiliser pour se déplacer dans le sous-marin. Il dispose d'un moteur « à eau » et de batteries, ainsi que d'une hélice à vis traditionnelle pour la propulsion vers l'avant, ce qui lui confère une vitesse de pointe de 80 kilomètres à l'heure (50 mph). Sa coque est en titane, ce qui lui permet de résister à des températures élevées et à des environnements très corrosifs.
- Le Fantôme : un sous-marin construit par de-salazar Nekton, décédé il y a plusieurs centaines d'années. Son navire (comme expliqué dans son journal) peut détecter des objets en utilisant la pression de l'eau, c'est ainsi qu'il a pu éviter les collisions, et a fait que les descendants de De-salazar, Ant, Fontaine, William, Nereus, ont failli être touchés par lui.
- Les Chevaliers : Combinaisons mécanisées construites par le professeur Fiction pour être utilisées par les Nektons. Le Chevalier Blanc est plus simple que les autres et a été le premier à être introduit, mais c'est un chevalier polyvalent. Le Chevalier Furtif est un chevalier rapide (vitesse maximale de 90 kilomètres à l'heure (56 mph)) et disposant d'un mode furtif; il est généralement utilisé par Ant. Le Chevalier des Marais est un chevalier puissant et est aussi efficace sur terre que dans l'eau. Le Chevalier Magnétique est un énorme chevalier, incroyablement fort et puissant, avec de nombreuses fonctions supplémentaires, et est généralement utilisé par Will. Le Chevalier Caméléon est un chevalier rapide et agile qui ressemble un peu à une sirène, avec une capacité à voir en utilisant l'écholocation et à changer de couleur pour se cacher parmi d'autres créatures marines. Ce chevalier est habituellement utilisé par Fontaine. Le Chevalier de Jeffrey est un petit bocal à poisson sur un châssis et des roues, que Jeffrey peut utiliser pour se déplacer hors de l'eau ou pour donner une protection supplémentaire à l'extérieur de l'Arronax; il est contrôlé par sa nage. Les chevaliers sont généralement fabriqués à partir de composites en fibre de carbone.

## Fiche technique
- Sociétés de production : A Stark Production, ABC, DHX Media, WildBrain, avec le soutien de Head Gear Films

.

## Distribution des voix

### Voix anglophones
- Vincent Tong : Antaeus Nekton
- Ashleigh Ball : Fontaine Nekton
- Kathleen Barr : Kaiko Nekton
- Michael Bodson : Will Nekton
- Lee Tockar : Kenji

### Voix québécoises
- Gabriel Lessard : Antaeus Nekton
- Kim Jalabet : Fontaine Nekton
- Tristan Harvey : Will Nekton
- Camille Cyr-Desmarais : Kaiko Nekton
- Denis Roy : Tête-de-Requin
- Manuel Tardos : Danny
- Nicolas Bacon : Finn
- Ludivine Reding : Madeline

 Source et légende : version québécoise (VQ) sur Doublage.qc.ca.

## Épisodes

### Première saison (2015-2016)
1. Prenez garde au dragon (Here Be Dragons)
2. L'Orque noire (Dark Orca) : la famille nekton rencontre le sous-marins des pirates.
3. MIA (A.I.M.Y.)
4. Le Fond de l'océan (Digging Deeper)
5. Le Mystère de la mer du diable (Devil's Sea Mystery)
6. Jim le solitaire (Lonesome Jim). Une tortue de la même espèce est retrouvée pour tenir compagnie à Jim.
7. Pris au piège (Captured)
8. L'Épreuve (The Test)
9. Le Fossile (Fossil)
10. Calmar colossal (Colossal Squid)
11. Le Chasseur de monstres (Monster Hunter)
12. Le Sous-marin fantôme (The Phantom Sub)
13. Le Tunnel (Tunnel)
14. L'Abysse vous contemple (The Abyss Stares Back)
15. Le Trésor des insulaires (Treasure of the Islanders). La famille nekton se trouve en compétition avec les pirates de l’orque noire dans une chasse au trésor.
16. Nekton d'un jour (Junior Nektons)
17. Le Musée englouti (The Sunken Gallery)
18. Palourdes géantes (Field of Giants)
19. Le Château de Loki (Loki's Castle)
20. Le Chant de la sirène (Song of the Siren)
21. Le Poisson de la malchance (Bad Luck Fish)
22. Étrange migration (Strange Migration)
23. Le Bloop (Bloop)
24. L'Effet Proteus (The Proteus Factor)
25. La créature étrange (The Twilight Zone). Les poissons semblent avoir disparus de l’océan.
26. L'Île Tartaruga (Tartaruga)

### Deuxième saison (2017)
1. En provenance des étoiles (From the Stars)
2. L'Anomalie de la mer Baltique (The Baltic Sea Anomaly)
3. Les Sirènes (Mermaids)
4. Eaux dangereuses (Treacherous Waters)
5. Le Monstre de Kenji (Kenji's Monster)
6. Finn monte à bord (Finn Comes Aboard)
7. Méfiez-vous des sentinelles (Beware the Sentinels)
8. Un secret bien gardé (Hidden Secrets)
9. Le Labyrinthe (The Maze)
10. Sorti tout droit d'un roman (Whale of a Time)
11. Les Disparus (The Missing)
12. Une expédition du tonnerre (Thunder and Lightning)
13. Les Portes (The Gates)

### Troisième saison (2019)
1. Le Trésor (The Treasure)
2. Hors connexion (Off Line)
3. Des amis en eaux troubles (Friends in Deep Places)
4. Avalés tout crus (Just Eaten)
5. Les Liens familiaux (Family Ties)
6. Le Jeu du cercle (The Circle Game)
7. La Licorne (The Unicorn)
8. La Marée Violette (Purple Tide)
9. La Course (The Race)
10. Kidnappé (Kidnapped)
11. Une autre expédition du tonnerre (More Thunder and Lightning)
12. La Lémurie (Lemuria)
13. Le Sceptre (The Sceptre)

### Quatrième saison (2022)
1. La vérité au bout du tunnel
2. Méga gigantesque
3. Trois petits problèmes
4. La piste
5. Cyber-aquatique
6. Cheval de Troie
7. Maison de verre
8. Objets flottants non identifiés
9. Tout au fond du vortex
10. Marcher avec les poissons
11. Ça se réchauffe
12. Un indice de taille : Finn partage un indice sur la dernière position connue des grands parents Nekton. Faut-il le croire?
13. Les dessous de l'affaire